# Cubanoptila longiscapa
Cubanoptila longiscapa là một loài Trichoptera hóa thạch trong họ Glossosomatidae.